# Франсуа-Ксав'є Ґарно

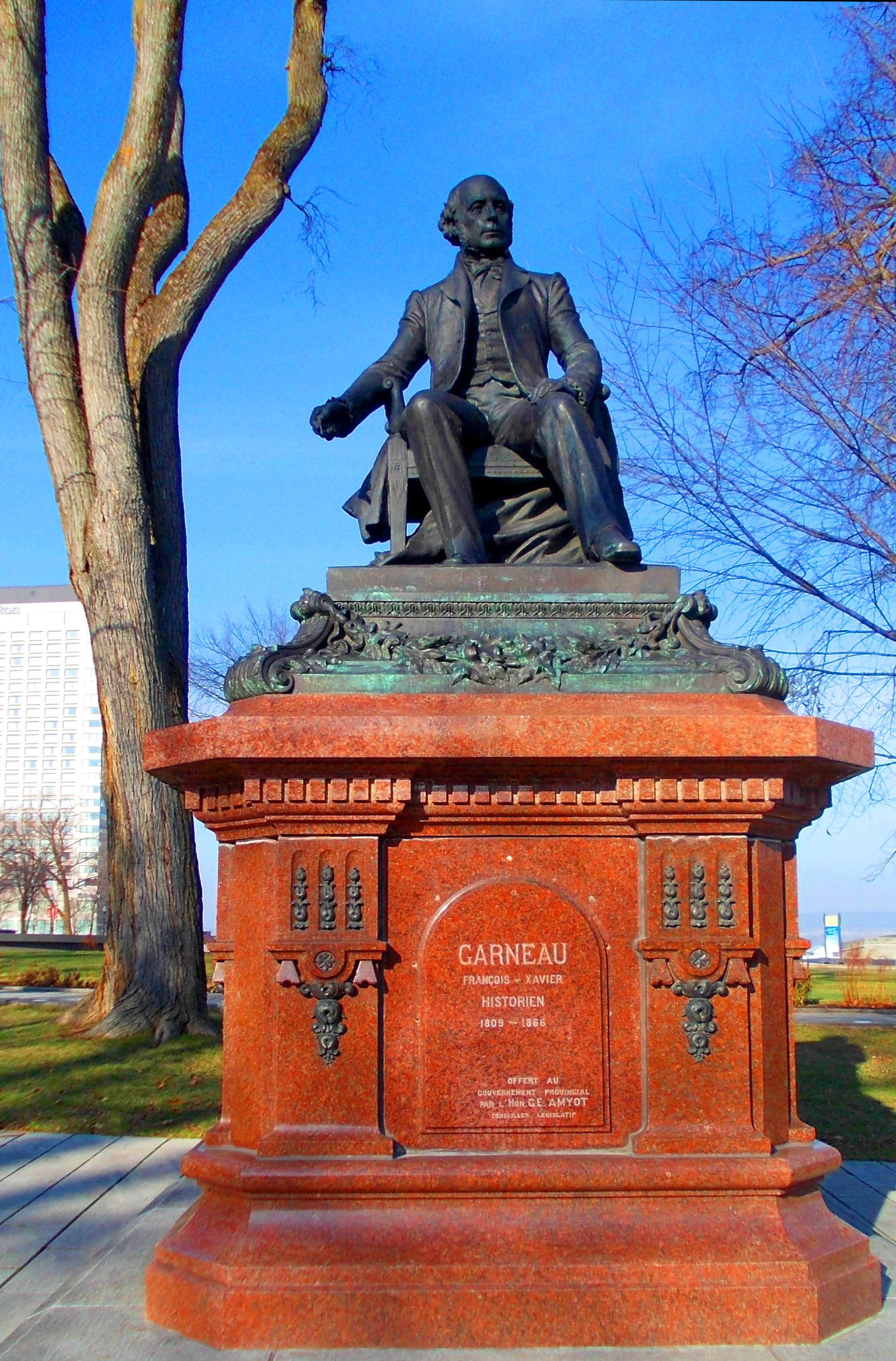
Пам'ятник Франсуа Ксав'є Ґарно в Квебеку

Франсуа-Ксав'є Ґарно (15 червня 1809 — 2 або 3 лютого 1866)  — франко-канадський нотаріус дев'ятнадцятого століття, поет, державний службовець і ліберал, який написав тритомну історію франко-канадської нації під назвою «Історія Канади» Histoire du Canada між 1845 і 1848 роками.

## Біографія
Ґарно народився в місті Квебек і в 1821 році вступив до школи, яка була відкрита в підвалі каплиці Congrégation des Hommes de la Haute Ville. Потім Ґарно отримав освіту в Квебекській семінарії, вивчав право і був прийнятий як нотаріус у 1830 році. Згодом він став секретарем законодавчої асамблеї, членом ради громадської освіти та секретарем міськради Квебека, яким він був від 1845 року до своєї смерті 2 лютого або 3 лютого 1866 року. Ґарно був почесним членом літературних та історичних товариств у Сполучених Штатах і Канаді, а також протягом кількох років президентом Канадського інституту Квебеку.

## «Історія Канади»
Ґарно стверджував, що Конкіста була трагедією, наслідком якої стала постійна боротьба франко-канадської нації проти військ Англійської Канади ; ця боротьба триватиме в майбутньому, доки франкоканадці перебуватимуть під пануванням британців. Спочатку книга була написана як відповідь на звіт Дарема, який стверджував, що франко-канадська культура перебуває в стагнації і що їй найкраще сприятиме англомовна асиміляція. Його вперше переклали в 1866 році і на той час стали вважати «визнаною національною історією» франко-канадців.

## Спадщина

### Медаль Франсуа-Ксав'є Ґарно
Медаль Франсуа-Ксав’є Ґарно — це найвища нагорода Канадської історичної асоціації, яка вручається раз на п’ять років за видатний внесок Канади в історичні дослідження. 
Лавреати: 
- Луїза Дешен (1980),
- Майкл Блісс (1985),
- Джон М. Бітті (1990),
- Джой Парр (1995),
- Жерар Бушар (2000),
- Тімоті Брук (2005),
- Джон К. Вівер (2010) і
- Беттіна Бредбері (2015)[10].

### Зимова Олімпіада 2010
Канадський актор Дональд Сатерленд на церемонії відкриття зимових Олімпійських ігор 2010 року у Ванкувері виголосив таку цитату з одного з  віршів Ґарно:
У якому ще кліматі зможе Королева безмовності
Спрезентувати нам більшу пишноту?
Як люблю я, Канадо, цю ніч, неосяжності сповнену,
Нескінченну і світлосяйну!

## Твори
- Histoire du Canada depuis sa découverte jusqu'à nos jours, 1845–52, 1-е вид. ( BAnQ : т. 1. 2, 3, 4 ), 1852, 2-е вид., 1859, 3-тє вид., 1882, 4-е вид. ( IA : т. 1, 2, 3, 4 )
- Voyage en Angleterre et en France, dans les années 1831, 1832 et 1833, 1855. (BAnQ: online)
- Abrégé de l'histoire du Canada, depuis sa découverte jusqu'à 1840 : à l'usage des maisons d'éducation, 1858 (IA: онлайн )
- Історія Канади: від часу її відкриття до року Союзу, 1860 (IA: т. 1, 2, 3 )
- Additions à l'histoire du Canada, 1864 (BAnQ: онлайн )

### Англійською
- Savard, Pierre[en]. "Garneau, François-Xavier", in The Canadian Encyclopedia, Historica Fondation. 2008
- Savard, Pierre and Paul Wyczynski[en]. "Garneau, François-Xavier", in Dictionary of Canadian Biography Online, University of Toronto and Université Laval, 2000

### Французькою
- - Brunet, Berthelot. "Dossier François-Xavier Garneau", in L'Encyclopédie de l'Agora, updated May 25, 2006
  - Gallichan, Gilles and Denis Saint-Jacques (1998). François-Xavier Garneau, une figure nationale, Québec: Éditions Nota bene, 39 p. (ISBN 2-921053-96-9)
  - Bergeron, Gérard (1994). Lire François-Xavier Garneau, 1809-1866 : historien national, Québec: Institut québécois de recherche sur la culture, 244 p.
  - Garneau, François-Xavier (1968). Voyage en Angleterre et en France dans les années 1831, 1832 et 1833, Ottawa, Éditions de l'Université d'Ottawa, 379 p. Collection «Présence». (critical edition Paul Wyczynski[en])
  - Wyczynski, Paul[en] (1966). François-Xavier Garneau : aspects littéraires de son oeuvre, Ottawa : Éditions de l'Université d'Ottawa, 207 p.
  - Lanctot, Gustave[en] (1946). Garneau, historien national, Montréal: Fides, 1946, 205 p.
  - Robitaille, Georges (1966). Études sur Garneau : critique historique, Montréal: Librairie d'Action canadienne-française ltée, 1929, 253 p.
  - Casgrain, Henri-Raymond[en] (1926). F.-X. Garneau et Francis Parkman, Montréal: Librairie Beauchemin, limitée, 123 p.
  - Casgrain, Henri-Raymond (1924). De Gaspé et Garneau, Montréal: Librairie Beauchemin, limitée, 123 p.
  - Lanctot, Gustave (1923). François Xavier Garneau, Toronto: Ryerson, 1923, 197 p.
  - Casgrain, Henri-Raymond (1912). F.X. Garneau et Francis Parkman, Montréal: Librairie Beauchemin, limitée, 139 p.
  - Casgrain, Henri-Raymond (1866). Biographie de F.X. Garneau, Montréal: Beauchemin & Valois, libraires-imprimeurs, 115 p.
  - Chauveau, Pierre-Joseph-Olivier (1883). François-Xavier Garneau : sa vie et ses oeuvres, Montréal: Beauchemin & Valois, libraires-imprimeurs (online)
  - Casgrain, Henri-Raymond (1866). F.X. Garneau, Québec: J.N. Duquet, éditeur, 135 p. (online)

## Зовнішні посилання
- Твори François-Xavier Garneau у проєкті «Гутенберг»
- Works by François-Xavier Garneau at Faded Page (Canada)
- Works by or about François-Xavier Garneau at Internet Archive